# Federico Barba
Federico Barba (* 1. September 1993 in Rom) ist ein italienischer Fußballspieler. Der Abwehrspieler steht seit Januar 2020 beim italienischen Zweitligisten Benevento Calcio unter Vertrag.

## Karriere

### Verein
Barba spielte in der Jugend bei mehreren Vereinen in Rom, zuletzt bei der AS Rom. Bei dieser rückte er 2012 in den Profibereich auf, wurde jedoch sofort an die US Grosseto verliehen. Für den Zweitligisten Grosseto absolvierte er 19 Partien während der Saison 2012/13. Obwohl Grosseto abgestiegen war verpflichteten sie Barba, der kurze Zeit später zur Roma zurücktransferiert wurde. Die Römer verkauften Barba jedoch sogleich wieder an den FC Empoli, im Zuge weiterer Transfers zwischen den Vereinen. Mit Empoli gelang Barba in der Spielzeit 2013/14 der Aufstieg in die Serie A, in der Spielzeit 2014/15 gelang der Klassenerhalt.
Am 1. Februar 2016 verpflichtete der VfB Stuttgart Barba auf Leihbasis und sicherte sich zudem eine Kaufoption für einen endgültigen Transfer des Innenverteidigers. Einen Tag später zog sich Barba bei einem Testspiel gegen den Drittligisten SG Sonnenhof Großaspach einen Muskelbündelriss in der linken Wade zu. So konnte er erst am 23. April 2016 in der Bundesliga debütierten, als sein Team am 31. Spieltag mit 0:3 gegen Borussia Dortmund verlor. Bei seinem zweiten und letzten Einsatz bei der 2:6-Niederlage gegen Werder Bremen am 32. Spieltag erzielte Barba zunächst ein Eigentor zum 1:2-Rückstand sowie sein erstes Bundesligator zum 2:3-Anschlusstreffer und musste anschließend aufgrund eines Muskelfaserrisses im Oberschenkel ausgewechselt werden, weshalb er für die letzten beiden Spieltage ausfiel.  Nach dem Abstieg des VfB Stuttgart verließ Barba den Klub wieder und kehrte zunächst nach Empoli zurück.
Im Sommer 2017 wechselte Barba zu Sporting Gijón. Nach einem Jahr in Spanien schloss er sich Chievo Verona an. Im Sommer 2019 wechselte er auf Leihbasis zu Real Valladolid. Im Anschluss folgte eine weitere Leihe zu Benevento Calcio, die ihn nach Ablauf der Leihe fest verpflichteten.

### Nationalmannschaft
Von 2011 bis 2012 absolvierte Barba sechs Einsätze für die italienische U-19-Nationalmannschaft. Dabei war er unter anderem in der Qualifikationsrunde zur U-19-Europameisterschaft 2012 aktiv. In sieben Partien spielte Barba von 2012 bis 2014 für die U-20-Nationalmannschaft Italiens.

## Erfolge
- Aufstieg in die Serie A: 2013/14